# Justicia borrerae
Justicia borrerae är en akantusväxtart som först beskrevs av William Botting Hemsley, och fick sitt nu gällande namn av T.F. Daniel. Justicia borrerae ingår i släktet Justicia och familjen akantusväxter. Inga underarter finns listade i Catalogue of Life.